# 2737 Kotka
2737 Kotka è un asteroide della fascia principale. Scoperto nel 1938, presenta un'orbita caratterizzata da un semiasse maggiore pari a 2,7486430 UA e da un'eccentricità di 0,1947225, inclinata di 8,79875° rispetto all'eclittica.